# Emmepus sensillifer
Emmepus sensillifer is een keversoort uit de familie mierkevers (Cleridae). De wetenschappelijke naam van de soort is voor het eerst geldig gepubliceerd in 1974 door Winkler.